# Vojislav Koštunica
Vojislav Kostunica (tiếng Serbia bằng chữ cái Kirin: Војислав Коштуница, phát âm [vɔjisla kɔʃtunitsa], phát âm tiếng Việt: Vôi-xláp Cô-xtu-ni-xa; sinh 24 tháng 3 năm 1944) là một nhà chính trị nổi tiếng tại Serbia, chủ tịch Đảng dân chủ Serbia. Ông là Tổng thống cuối cùng của Cộng hòa Liên bang Nam Tư, kế nhiệm Slobodan Milošević và giữ chức từ năm 2000 đến năm 2003. Ông cũng đã phục vụ hai nhiệm kỳ làm Thủ tướng Serbia, năm 2004 đến năm 2007 và năm 2007 đến năm 2008.
Ông được báo giới nhiều lần đề cập với tư cách là người có tư tưởng dân tộc, ôn hoà, thân Nga đồng thời cũng là người có thái độ cứng rắn đối với các vấn đề về dẫn độ cựu tổng thống Milosevic và việc Kosovo được Mỹ hậu thuẫn tuyên bố độc lập, qua đó thể hiện lập trường chống Mỹ và phương Tây khá quyết liệt của ông.
Ông hài hước tự nhận mình "khá là giống với de Gaulle".

## Sự nghiệp chính trị

### Những giai đoạn đầu tiên
Sinh ra ở Beograd, Kostunica tốt nghiệp trường luật của Đại học Beograd với bằng tiến sĩ. Ông bị mất việc làm của mình với vị trí giáo sư luật tại đó tổ chức đó vào năm 1974, sau khi chỉ trích chính quyền Cộng sản của Josip Broz Tito. Năm 1989, ông trở thành một trong những sáng lập viên của Đảng Dân chủ. Ông rời Đảng Dân chủ trong tháng 7 năm 1992 do quan điểm đối lập trong lãnh đạo và thành lập Đảng Dân chủ Serbia, và làm chủ tịch đảng này. Đây là giai đoạn mà đất nước Nam Tư trải qua nhiều biến động lịch sử kể do ảnh hưởng từ việc Liên Xô sụp đổ, các phong trào đấu tranh dân chủ dồn dập liên tục gây áp lực cho chính quyền cộng sản hiện hành. Kostunica cũng có những chuẩn bị nhất định cho sự nghiệp chính trị của mình trong giai đoạn này.

### Được bầu làm tổng thống
Kostunica là một chính trị gia bảo thủ không có mối liên quan đến Đảng Cộng sản cũ. Được hỗ trợ bởi các cử tri cả hai dân tộc và phương Tây ủng hộ, Đảng Đối lập Dân chủ Serbia ủng hộ ông trong cuộc bầu cử tổng thống tháng 9 năm 2000. Sau sự kiện biến động tháng mười 2000, Kostunica đã tuyên bố là người chiến thắng cuối cùng của cuộc bầu cử và tiếp tục làm tổng thống Cộng hòa Liên bang Nam Tư cho đến tháng 2 năm 2003, khi nhà nước này tan rã và đã được thay thế bằng hai quốc gia Serbia và Montenegro và chức vụ của ông giữ được bãi bỏ.
Cuộc bầu cử Nam Tư năm 2000 diễn ra trong bối cảnh tình hình kinh tế của nước này đặc biệt khó khăn như kiệt quệ sau chiến tranh, tỷ lệ thất nghiệp là 30%, lạm phát 100%, GDP chỉ bằng 54% của năm 1991, đời sống nhân dân sa sút, hoang mang, dao động, xã hội có hơn 01 triệu người thất nghiệp. Kostunica đã ứng cử tổng thống Nam Tư với những sách lược hợp lý.
Trong cuộc bầu cử tổng thống vào ngày 24 tháng 9 năm 2000, ứng cử viên Milosevic đã bị đánh bại bởi Kostunica, ứng cử viên tổng thống độc lập nhưng Milosevic lại không chịu công nhận kết quả. Trước sự ngoan cố của Milosevic, các đảng phái, các tổ chức tôn giáo và xã hội đã đoàn kết đứng sau lưng của Kostunica tổ chức các cuộc biểu tình đòi Milosevic phải thoái nhiệm. Trước áp lực của quần chúng quá mạnh, trong khi quân đội và cảnh sát không chấp hành mệnh lệnh với lý do 'không thể bắn vào nhân dân', Milosevic phải tuyên bố chuyển giao quyền lãnh đạo cho Vojislav Kostunica vào ngày 5 tháng 10 năm 2000. Trong ngày này, hàng trăm nghìn người dân đã kéo về thủ đô, phong toả các tuyến phố, bắn vào trụ sở Quốc hội và Đài Truyền hình quốc gia. Sức ép từ cuộc biểu tình đường phố, từ những vụ đụng độ đã khiến nhà lãnh đạo Slobodan Milosevic khi đó thừa nhận thất bại trong cuộc bầu cử tổng thống và chúc mừng thắng lợi của Vojislav Kostunica.
Cuộc chuyển giao quyền lực ngoạn mục này đã được một số báo chí bình chọn là một trong 10 cuộc chuyển giao quyền lực để lại dấu ấn nhất trong thập kỷ qua . Tổng thống Vojislav Kostunica được thế giới phong tặng danh hiệu "Chính trị gia trong năm".
Ngày 07 tháng 10 năm 2000 (tức rạng sáng ngày 08 tháng 10 theo giờ Việt Nam, ông Kostunica chính thức nhậm chức Tổng thống Cộng hòa Liên bang Nam Tư, việc đắc cử của ông được nhân dân Nam Tư ủng hộ, cộng đồng thế giới hoan nghênh và đặc biệt là sự hậu thuẫn của các nước phương Tây, ngay sau ngày ông đắc cử, vào ngày 09 tháng 10, Liên minh châu Âu (EU) đã bãi bỏ lệnh trừng phạt Nam Tư, bình thường hóa các quan hệ ngoại giao và cam kết viện trợ cho Nam Tư trong mùa đông tới. Ủy ban châu Âu đã đề nghị dành riêng cho Serbia một khoản viện trợ gần 2 tỷ Euro được lấy từ ngân sách của EU trong vòng 06 năm tiếp theo. Mỹ cũng khẳng định ưu tiên của mình tại Nam Tư là bãi bỏ các biện pháp cấm vận, trừng phạt kinh tế.
Ngày 24 tháng 10 năm 2000, Quốc hội Serbia đã phê chuẩn việc thành lập một chính phủ quá độ để điều hành đất nước trong tháng 12. Tiếp đến, ngày 31 tháng 10, Hội đồng Bảo an Liên hiệp quốc đã phê chuẩn kiến nghị chấp nhận Nam Tư là thành viên của Liên Hiệp quốc và đề nghị Đại hội đồng Liên Hiệp quốc chấp nhận đề nghị này, qua đó cho thấy uy tín của ông Kostunica trên trường quốc tế.
Ngay sau bước lên bục quyền lực cao nhất, ông Kostunica đã thể hiện bản lĩnh của chính trị gia tầm cỡ trong việc nâng cao vị thế của Nam Tư trên trường quốc tế, tập trung các giải pháp phát triển kinh tế cho đất nước, đưa đất nước ra khỏi cơn khó khăn. Tạp chí Cộng sản của Đảng Cộng sản Việt Nam có nhận định: "Ngay sau khi nhậm chức, tân Tổng thống V.Cô-xtu-ni-xa đã có những hoạt động ngoại giao nhằm cải thiện vị thế của Nam Tư trên trường quốc tế, và cải thiện tình hình của đất nước... Tình hình của Nam Tư hiện đã có những chuyển biến khả quan tuy nhiên khó khăn và phức tạp vẫn còn nhiều". Theo tờ Le Figaro thì "chỉ sau hai tuần nắm quyền, ông Kostunica đã phải đối mặt với những chỉ trích từ bên trong lẫn bên ngoài Nam Tư".

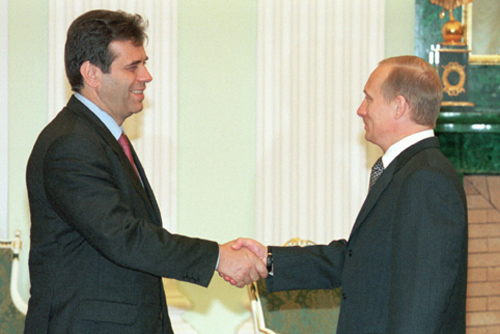
Nga là điểm đến đầu tiên sau khi đắc cử Tổng thống năm 2000

Sau khi làm Tổng thống, đất nước đầu tiên mà ông Kostunica đi thăm sau khi nhậm chức là Nga, chuyến đi một ngày (ngày 27-10) của ông này mang được đánh giá là mang ý nghĩa ngoại giao lẫn kinh tế, trong đó có vấn đề giải quyết khí đốt cho Nam Tư. Ngày 31 tháng 10, ông lại có chuyến thăm và làm việc 01 ngày tại Na Uy. Với những cuộc ngoại giao con thoi và các cuộc cải cách từ năm 2000 của ông đã giúp phục hồi kinh tế Serbia với mức tăng trưởng năm 2005 đạt 5,9%, tuy vậy thì tỉ lệ thất nghiệp vẫn ở mức cao trên 30% và thu nhập bình quân đầu người ở mức thấp nhất trong các nước thuộc Liên bang Nam Tư trước đây.
Một sự kiện đáng chú ý là trong huyến thăm chính thức đầu tiên Liên bang Nga của ông. Khi phái đoàn cao cấp Nam Tư từ sân bay về thủ đô Moskva, thì trên đường có 1 chiếc ôtô con ngược chiều mất điều khiển cứ hướng thẳng vào đầu chiếc ôtô của Tổng thống Kostunica mà lao vào. Một người sĩ quan của đoàn xe làm nhiệm vụ đặc biệt đã điều khiển chiếc ôtô hộ tống vọt lên hứng chịu cú đâm chiếc ôtô của anh ta và chiếc xe ngược chiều kia chỉ va đập mạnh ở bên hông. Nhờ vậy, hai người đều còn sống. Ngoài chiếc ôtô bị hư hỏng nằm lại bên đường, đoàn hộ tống Tổng thống Costunica vẫn đi liền một mạch về thủ đô. Vụ việc này đến nay vẫn chưa có giải thích rõ ràng.
Mặc dù trong lịch sử ông đã từng chỉ trích chính quyền cộng sản của Tito nhưng trong quá trình phát triển sự nghiệp, ông lại cho thấy có những mối liên hệ với những người công sản hay cánh tả. Trong cuộc bầu cử năm 2000, Liên minh của Vojislav Kostunica đã liên kết với SRS và các thành viên Cộng sản cũ. Kostunica thực ra đã bắt tay với các đảng phái nắm quyền dưới thời Slobodan Milosevic từ tháng 10 năm 2000, khi ông lên nắm chức Tổng thống của Liên bang Nam Tư.

### Đảm nhiệm chức thủ tướng

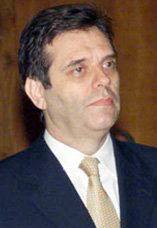
Ông Kostunica khi còn là thủ tướng

Đến khi quay trở lại chính trường vào năm 2003, lần này trên cương vị đứng đầu chính phủ thay cho Thủ tướng theo đường lối cải cách Zoran Dzindzic bị ám sát - Kostunica lại quay lưng với những người bạn cũ. Năm 2007, bằng việc quay lại liên minh với SRS, Kostunica trên thực tế được đánh giá đã chọn con đường đưa Serbia quay trở lại với thời Slobodan Milosevic.
Sau khi tiếp tục đảm trách chức vụ Thủ tướng Serbia (sau khi đã tách khỏi Monténégro) nhiệm kỳ thứ 2 kể từ ngày 5 tháng 6 năm 2006, ông Kostunica phát biểu tại Quốc hội Serbia rằng chính phủ của ông có 5 mục tiêu: duy trì Kosovo trong biên giới của Serbia, gia nhập Liên minh châu Âu (EU), hợp tác với Tòa án Tội phạm quốc tế (ICTY), nâng mức sống và đấu tranh chống tham nhũng, tội phạm. Ông cũng đã từng liên hệ với Nga để hợp tác giải quyết vấn đề năng lượng của Serbia. Ngoài ra thì trên cương vị thủ tướng, ông cũng đã có một cuộc gặp gỡ thú vị và long trọng với huyền thoại bóng đá Argentina Diego Maradona và đạo diễn nổi tiếng người Balkan Emir Kusturica và nảy ra một ý định làm phim tài liệu về "cầu thủ đã biến môn thể thao vua thành môn nghệ thuật".
Trong giai đoạn cầm quyền này có rất nhiều biến động liên quan đến vấn đề Kosovo khi Mỹ và phương Tây ngày càng leo thang trong vấn đề Cosovo, từ việc chủ trương ủng hộ nền độc lập của Kosovo đến việc công nhận Kosovo độc lập và động thái đổ vũ khí vào Kosovo, với cương vị là một thủ tướng ông đã phản ứng hết sức mạnh mẽ việc đó, cực lực lên án, tố cáo, chỉ trích Mỹ và áp dụng nhiều biện pháp. Ngoài ra thì nội bộ của Kosovo cũng là vấn đề rất phức tạp. Ngày 3-12, Hội đồng lập pháp Cosovo (lúc này vẫn thuộc Cộng hòa Sebia, trong thành phần Nhà nước Serbia Montenegro) đã bầu cựu chỉ huy phiến quân người gốc Albani là Ra-mút Ha-ra-đi-nai làm Thủ tướng Cosovo. Phản ứng trước quyết định của Hội đồng lập pháp Cosovo, Costunica đã triệu tập phiên họp khẩn cấp của Chính phủ Serbia vào ngày 4-12 để thảo luận các biện pháp phản ứng cần thiết. Đảng Dân chủ Serbia cũng ra tuyên bố mô tả việc bổ nhiệm Ha-ra-đi-nai là tai họa đối với người Serbia ở Kosovo, rằng sẽ không có pháp luật, công bằng, tự do và quyền con người ở Cosovo.
Do mâu thuẫn không thể điều hòa được với Tổng thống, Ông đã tuyên bố từ chức và đề nghị tổ chức bầu cử Quốc hội trước thời hạn. Kostunica nói, do trong nội bộ Liên minh cầm quyền không có quan điểm thống nhất trên các vấn đề như Cosovo độc lập, quan hệ giữa Serbia với Liên minh châu Âu... khiến Chính phủ không thể vận hành hữu hiệu nữa. Tổng thống Xéc-bi-a B.Ta-đích ra tuyên bố, bày tỏ tôn trọng ý nguyện của Thủ tướng Kostunica, đồng ý tổ chức bầu cử Quốc hội trước thời hạn. Đây là động thái có thể dẫn đến một cuộc khủng hoảng chính trị mới mà hậu quả của nó đã ảnh hưởng trực tiếp tới nền kinh tế Serbia, nhiều nhà đầu tư hiện đã từ chối thị trường nước này.
Nguyên nhân chủ yếu của cuộc khủng hoảng này bắt nguồn từ mâu thuẫn gay gắt trong liên minh cầm quyền giữa Đảng Dân chủ (DS) Tổng thống và  Đảng Dân chủ Serbia (DSS) Thủ tướng Kostu về kế hoạch gia nhập Liên minh châu Âu (EU) sau khi Cô-xô-vô tuyên bố độc lập vào ngày 17 tháng 2 năm 2008. Báo Quân đội nhân dân của Việt Nam cho rằng lý do chủ yếu khiến ông Kostunica từ chức là Chính phủ Serbia không có quan điểm thống nhất trong một vấn đề quan trọng liên quan tới tương lai của đất nước. Hai đối tác chính trong liên minh cầm quyền là đảng Dân chủ (DS) của Tổng thống Ta-dích và đảng Dân chủ Serbia (DSS) của Thủ tướng Kostunica đang mâu thuẫn gay gắt về vấn đề Cosovo và gia nhập Liên minh châu Âu. Ông Kostunica và DSS chủ trương chỉ đàm phán về việc gia nhập EU nếu tổ chức này thừa nhận chủ quyền của Serbia đối với Cosovo và các nước phương Tây xem xét lại tuyên bố công nhận độc lập của Cosovo. Ông cho rằng, một chính phủ bị chia rẽ như vậy không thể thực hiện nhiệm vụ thêm được nữa.

### Thất bại trong cuộc bầu cử năm 2008
Trong cuộc bầu cử ngày 20 tháng 1 năm 2008, đảng của ông đã không giành được kết quả như mong muốn, cuộc bầu cử này với 61% trong tổng số gần bảy triệu cử tri Serbia đã đi bỏ phiếu. Có hơn 3.000 quan sát viên trong nước và quốc tế, trong đó có các quan sát viên của Nga, các nước trong Cộng đồng các quốc gia độc lập (SNG) và Tổ chức an ninh và hợp tác châu Âu (OSCE) tham gia giám sát cuộc bầu cử. Serbia không cho phép Mỹ và Anh cử quan sát viên giám sát bầu cử với lý do hai nước này ủng hộ việc Cosovo độc lập tách khỏi Serbia. Đảng Dân chủ Serbia của Kostunica đã cáo buộc rằng Đảng Dân chủ (DS) thân phương Tây của Tổng thống Ta-dích đã "vi phạm thoả thuận" giữa các đảng trong liên minh cầm quyền khi tự ý đưa ra quyết định tiến hành cuộc bầu cử tổng thống trong thời điểm "không thích hợp" hiện nay. Bởi vậy, cho đến sát ngày bầu cử, DSS vẫn không giới thiệu ứng cử viên ra tranh cử.
Và kết quả bầu cử ngày 13 tháng 6 năm 2008 (bầu cử vòng 2) đã giáng một đòn mạnh vào liên minh cầm quyền của Thủ tướng Kostunica vì ứng cử viên Đra-gan Mác-xi-ca-nin được chính phủ hậu thuẫn lại về thứ 4, không được lọt vào vòng chung kết. Đây là một thất bại đau đớn đối với Chính phủ yếu ớt của ông Kostunica vốn đang chịu sức ép đòi tổ chức các cuộc bầu cử sớm.

## Bất đồng với Mỹ và phương Tây

### Trong việc dẫn độ Milosevic
Kostunica phản đối việc dẫn độ và xét xử người tiền nhiệm Slobodan Milošević, và đã tuyên chống lại Tòa án Den Hag nhiều lần. Sau khi thất bại trong cuộc chơi chính trị, Milosevic bị Mỹ và phương Tây truy bắt gắt gao. Tòa án hình sự quốc tế (ICTY) buộc ông Milosevic tội "thực hiện tội ác chống lại nhân loại - giết người, trục xuất, truy đuổi, vi phạm các luật lệ và quy định chiến tranh". Tháng sáu năm đó, Mỹ còn treo giá 5 triệu USD cho thông tin dẫn tới việc bắt giữ, dẫn độ Milosevic cho tòa án quốc tế. Nhưng Tổng thống Kostunica tuyên bố sẽ không chuyển ông Milosevic cho The Hague.
Ông đã lên án việc NATO ném bom Nam Tư năm 1999 và cho rằng đây là một hành động "vô nghĩa, vô trách nhiệm và là một tội ác tày trời". Kostunica tuyên bố Nam Tư từ chối yêu cầu của các nước phương Tây đưa cựu tổng thống Slobodan Milosevic ra xét xử tại Toà án tội phạm chiến tranh của Liên Hợp Quốc ở La Haye.
Nhưng dưới sức ép của Mỹ và NATO, tháng 2/2001, công tố viện và cảnh sát Belgrade điều tra các cáo buộc ông Milosevic bí mật chuyển tới Thụy Sĩ 173 kg vàng, bán chúng rồi nạp tiền vào tài khoản các công ty ở Thụy Sĩ và Cộng hoà Síp. Đến cuối tháng 3/2001, Mỹ tăng cường gây sức ép lên Serbia bằng tối hậu thư: nếu Milosevic không bị bắt, Nhà Trắng sẽ đóng băng việc chuyển khoản 50 triệu USD viện trợ cần thiết sống còn cho "nền cộng hòa cách mạng" đang suy yếu sau một thập niên xung đột quân sự và cuộc đánh bom của NATO. Số phận ông Milosevic đã được định đoạt. Sau này với tư cách là thủ lĩnh Đảng Dân chủ Serbia đối lập, ông vẫn luong phê phán Chính phủ Serbia không có một chính sách độc lập mà chỉ ra sức thực hiện hết yêu cầu này tới yêu cầu khác của Mỹ và Liên minh châu Âu (EU). Ông cũng phê phán Chính phủ không dám đặt vấn đề về tính hợp pháp của Tòa án La Hay.
Chiến dịch bắt giữ ông Milosevic kết thúc vào rạng sáng 1 tháng 4 năm 2001. Cựu tổng thống bị giam tại nhà tù Belgrade theo trát của quan tòa khu vực buộc ông tội lạm quyền và lừa đảo tài chính. Ngay tới lúc đó, ông Kostunica vẫn cam kết là sẽ không giao ông Milosevic cho ICTY "nếu ICTY không ra trát bắt cựu lãnh đạo người Hồi giáo Bosnia là Alia Izetbegovich và người đứng đầu Phong trào giải phóng Kosovo K. Tachi".
Ông Kostunica còn tuyên bố trước vành móng ngựa phải có chỗ cho "một số cựu lãnh đạo NATO", những kẻ đã hạ lệnh ném bom Serbia mùa xuân 1999. Thế nhưng nhà nước mới Serbia cũng không thể hoạt động mà thiếu tiền viện trợ. Tuy vậy, ngày 28 tháng 6 năm 2001 Milosevic bất ngờ bị đưa tới La Haye bất chấp các nỗ lực che chở của Kostunica. Sau đó Milosevic đã bị xử tử.
Mặc dù lên án phương Tây trong việc xét xử Milosevic nhưng Kostunica lại lên tiếng phản đối quyết định tha bổng cựu Thủ tướng Kosovo Ramush Haradinaj của Tòa án quốc tế về tội phạm chiến tranh ở Nam Tư cũ của LHQ (ICTY). Ông gọi đây là "tội ác mới chống lại đất nước và nhân dân Serbia". Phản ứng dữ dội này được đưa ra sau khi ICTY tuyên bố cựu Thủ tướng Kosovo Haradinaj vô tội.

### Trong vấn đề Kosovo
Vấn đề Cosovo là tâm điểm gay gắt trong việc bất đồng quan điểm giữa Kostunica với Mỹ và các nước thân Mỹ, ông đã chỉ trích mạnh mẽ Hoa Kỳ trong từng động thái nhằm thừa nhận nền độc lập của Kosovo.

#### Chống lại chủ trương của Mỹ

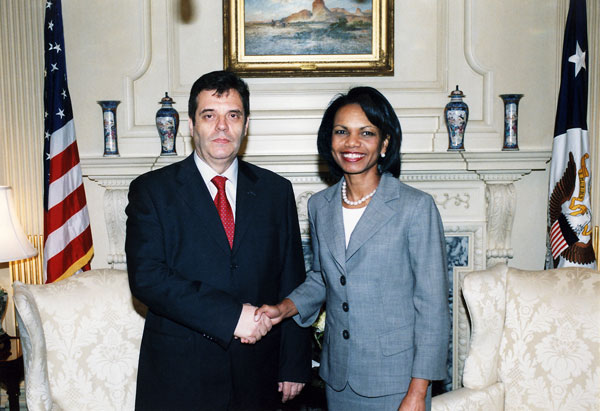
Ông Kostunica và ngoại trưởng Mỹ

Khi Mỹ có những chủ trương ban đầu trong việc ủng hộ độc lập của Kosovo, ông cũng không ngừng chỉ trích Mỹ khi can thiệp vào nội bộ của Serbia đặc biệt là trong vấn đề Kosovo, chỉ trích Mỹ là thủ phạm gây ra cuộc khủng hoảng tại vùng Bancăng, đe dọa hòa bình và ổn định trong khu vực. Đặc biệt, ông đã có bài phát biểu đầy mạnh mẽ lên án hành động của Kosovo, thậm chí còn có những lời buộc tội nước Mỹ.
| “ | Khi nào chúng tôi còn sống, mảnh đất Kosovo vẫn là của đất nước Serbia. Kosovo thuộc nhân dân Serbia | ” |

Phát biểu trước Quốc hội ông nói: bất kỳ sự đơn phương công nhận vị thế độc lập cho Kosovo sẽ là một chính sách vũ lực và bạo lực hợp pháp và ông cũng thề rằng Kosovo sẽ không bao giờ được độc lập.
Ông còn gián tiếp cáo buộc những đối tác liên minh thân phương Tây (đặc biệt là Boris Tadic) đã từ bỏ việc bảo vệ chủ quyền của Serbia đối với Kosovo nhằm lấy lòng phương Tây. Ông đã khảng khái từ chức thủ tướng để thể hiện sự quyết tâm này vì cho rằng, không thể điều hành đất nước cùng với những thành viên thân phương Tây sau khi Kosovo đơn phương tuyên bố độc lập.
Khi Kosovo được Mỹ và phương Tây hậu thuẫn tuyên bố độc lập, ông đã kêu gọi người Serbia ở Kosovo không rời khỏi tỉnh này sau khi người Albania tuyên bố Kosovo độc lập. Ngoài ra ông còn khẳng định chính phủ của ông sẽ không bao giờ công nhận sự ly khai của Kosovo. Ông tuyên bố:
| “ | Đây là một quyết định có tính lịch sử bởi nó có nghĩa Serbia bác bỏ sự tồn tại của một nhà nước giả mạo trên vùng lãnh thổ của mình một lần và mãi mãi. Quan điểm cuối cùng của chúng tôi là không thế lực nào trừ Serbia có thể tuyên bố chủ quyền đối với vùng lãnh thổ Kosovo. Không có thế lực nào có thể tước đoạt, đe dọa hoặc ép buộc Serbia từ bỏ quyền đó | ” |

Ngày 8 tháng 9, Kostunica đã cảnh cáo Mỹ chớ đơn phương công nhận Cosovo và thúc giục Hội đồng bảo an liên Liên hiệp quốc tiến hành các biện pháp chống lại cái mà ông gọi là "các chính sách vũ lực" của Mỹ. Trong tuyên bố phát đi cùng ngày, Thủ tướng Kostuniica cho biết toàn vẹn lãnh thổ nước này "đang bị đe dọa" trước tuyên bố bất hợp pháp của Mỹ rằng sẽ đơn phương công nhận Cosovo độc lập nếu các cuộc đàm phán cuối cùng giữa Pri-xti-na với Bê-ô-grát kết thúc vào cuối năm nay không đạt kết quả. Theo ông, sử dụng chính sách vũ lực, tức là Mỹ đang để ngỏ sự đe dọa đối với chủ quyền và toàn vẹn lãnh thổ của Serbia, một đất nước được cộng đồng quốc tế công nhận và là thành viên của Liên hợp quốc. Ông kêu gọi Hội đồng bảo an Liên hiệp quốc đưa ra những biện pháp thích hợp để bảo vệ chủ quyền của Serbia.
Cần nói thêm rằng, trước đó ông này đã cảnh báo việc Serbia sẽ cắt đứt quan hệ ngoại giao với các nước EU và sẽ không gia nhập "ngôi nhà chung" EU nếu khối này ủng hộ Cosovo độc lập và Chính phủ Serbia cũng bác bỏ ý tưởng của EU cử một phái bộ gồm 1.800 cảnh sát, thẩm phán và nhân viên hành chính đến để giám sát Cosovo trong khi Hội đồng Bảo an Liên hợp quốc vẫn chưa tìm được quy chế cuối cùng cho tỉnh này. Kostunica tiếp tục chỉ trích Mỹ công khai tuyên bố ủng hộ Cosovo tuyên bố độc lập, cho rằng hành động của Mỹ là phá hoại trật tự quốc tế đồng thời khẳng định Serbia chỉ tham gia quá trình hội nhập quốc tế với tư cách một quốc gia toàn vẹn lãnh thổ, chứ không phải một quốc gia bị chia cắt.

#### Phản ứng dữ dội khi Mỹ công nhận Kosovo độc lập

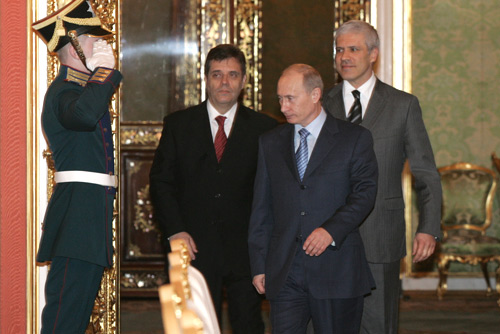
Tìm sự ủng hộ của Nga trong vấn đề Kosovo

Khi Mỹ công nhận nền độc lập của Kosovo, Kostunica đã tuyên bố triệu hồi Đại sứ Serbia tại Mỹ về nước và cảnh báo đây chỉ là "biện pháp khẩn cấp đầu tiên" của Belgrade để phản đối Washington công nhận Kosovo độc lập khỏi Serbia. Ông Kostunica cũng đe dọa rút các đại sứ khỏi tất cả các nước công nhận việc Kosovo tách khỏi Serbia., ông ta lên án việc này và cho rằng đây là một màn kịch của Mỹ trong việc dựng nên một nhà nước Kosovo độc lập.
Ông khẳng định rằng việc các nước lớn của EU thừa nhận nền độc lập của Kosovo là phi pháp. và đã ủng hộ cho một số cuộc biểu tình chống Mỹ.  ông là diễn giả chính của cuộc biểu tình này. Kostunica phát biểu trước đám đông biểu tình rằng:
| “ | Liệu có quốc gia nào khác trên thế giới bị yêu cầu phải từ bỏ phần lãnh thổ của mình hay không? | ” |

Thái độ quyết tâm chống lại sự độc lập của Kosovo của ông được khẳng định một cách mạnh mẽ và cứng rắn. Ông đã liên kết với Nga để chống lại ảnh hưởng của Mỹ đối với vấn đề Kosovo. Trong cuộc hội đàm với tổng thống Nga Metvedev, ông phát biểu một cách mạnh mẽ:
| “ | Tôi xác tín rằng không hề có sự ổn định cả ở vùng này lẫn trên thế giới trước khi việc tuyên bố độc lập của Kosovo 'được' xác nhận là vô giá trị. Chúng tôi sẽ cùng chiến đấu cho Kosovo là một quốc gia giả hiệu. Serbia sẽ không hợp tác nữa với những nước nào đã công nhận Kosovo cho tới khi nào việc công nhận này 'được' hủy bỏ". | ” |

Kostunica nói thêm rằng: "Tôi tin chắc rằng sẽ không có sự ổn định trong khu vực hoặc trên thế giới cho tới khi tuyên bố độc lập của Kosovo bị bãi bỏ". và Serbia sẽ không bình thường hoá quan hệ với những quốc gia công nhận độc lập của Kosovo.
Về mặt nội bộ, quan hệ giữa tổng thống Tadic và ông gần đây đã trở nên căng thẳng. Ông thậm chí đã từ chối bày tỏ ủng hộ Tadic trong cuộc bầu cử. Kostunica cũng nhấn mạnh ông phản đối một phái bộ của EU mà có thể sẽ được điều động sang Kosovo trong vài tháng tới. Ông này nói Serbia không nên gia nhập EU nếu đa số quốc gia trong EU công nhận một Kosovo độc lập. Thái độ của Kostunica đối với EU lạnh nhạt hơn khi so với ông Tadic. BBC nhận định rằng yếu tố Kostunica đã làm cho tình hình chính trị tại Belgrade trở nên căng thẳng. Đã có thời gian, Kostunica đã cách chức Tổng tham mưu trưởng của Tướng Nebojsa Pavkovic một đồng minh của Tadic.

#### Tố cáo việc Mỹ cung cấp vũ khí cho Kosovo

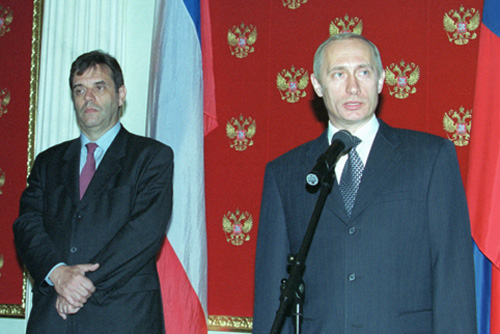
Cùng với Nga phản đối Mỹ trong vấn đề Kosovo

Khi Mỹ cung cấp vũ khí cho Kosovo, ông cùng nước Nga đã một lần nữa phản ứng dữ dội, Kostunica đã cực lực lên án động thái trên là "một bước sai lầm mới và nghiêm trọng của Mỹ theo sau việc công nhận bất hợp pháp nền độc lập của Kosovo." Phát biểu với hãng tin ANSA của Ý và hãng tin Tanjug của Serbia, ông cho rằng, quyết định trên là bước đi tồi tệ của Washington DC sau khi công nhận nền độc lập của Cosovo. Trong bài phỏng vấn đăng trên báo "Vecernie Novosti", số ra ngày 21-3, Ông cho rằng:
| “ | Đã có quá nhiều vũ khí ở Kosovo và Metohija và, thay vì cung cấp thêm vũ khí cho người Albania, sẽ tốt hơn nhiều nếu Mỹ tôn trọng luật quốc tế và Hiến chương Liên Hợp Quốc | ” |

Theo ông, lập lại vai trò thống trị của luật pháp quốc tế, chứ không phải đưa thêm vũ khí vào Ban-căng, là cách thức duy nhất có thể bảo đảm hòa bình và ổn định ở khu vực vốn đã có nhiều bất ổn này. Ông cũng kêu gọi tiếp tục các cuộc thương lượng về quy chế tương lai cho Cosovo. Trước đó ông đã khởi xướng một chiến dịch chống lại quản trị viên quốc tế ở Bosnia và phản đối Serbia gia nhập Liên minh Châu âu EU vì vấn đề Kosovo. chính vì vậy mà ông đã bị các đối thủ của mình cảnh cáo gay gắt.

#### Bị phản ứng đáp trả
Các quan chức Bosnia và các cường quốc phương Tây, gồm Mỹ, Anh, Pháp, Đức và Italia, đã chính thức phản đối việc ông Kostunica gắn số phận của Kosovo với Bosnia. Đồng Tổng thống Zeljko Komsic của người Croats tại Bosnia nói rằng những tuyên bố của ông Kostunica 'cuối cùng cũng bộc lộ những trò chơi chính trị tối tăm của Belgrade đối với Bosnia', ông Komsic còn nói rằng ông Kostunica 'chớ động tay vào Bosnia nếu không sẽ bị gãy tay và vỡ mũi'.
Sự cứng rắn của ông Kostunica khiến các bộ trưởng thân EU của Đảng Dân chủ (DS) phong tỏa các quyết định của chính phủ, đẩy ông tới chỗ "xóa bài làm lại" đây cũng là một nguyên nhân khiến ông phải chịu áp lực mà mất chức. Đặc biệt sau vụ biểu tình năm 2008, Người phát ngôn Bộ Ngoại giao Mỹ Sean McCormack cảnh báo, Mỹ sẽ quy trách nhiệm cá nhân cho Kostunica nếu có những thiệt hại nặng hơn. Phát ngôn viên EU Cristina Gallach gọi tình hình bạo lực này là "hoàn toàn không thể chấp nhận".